# Friedrich Ehrbar

Friedrich Ehrbar um 1880

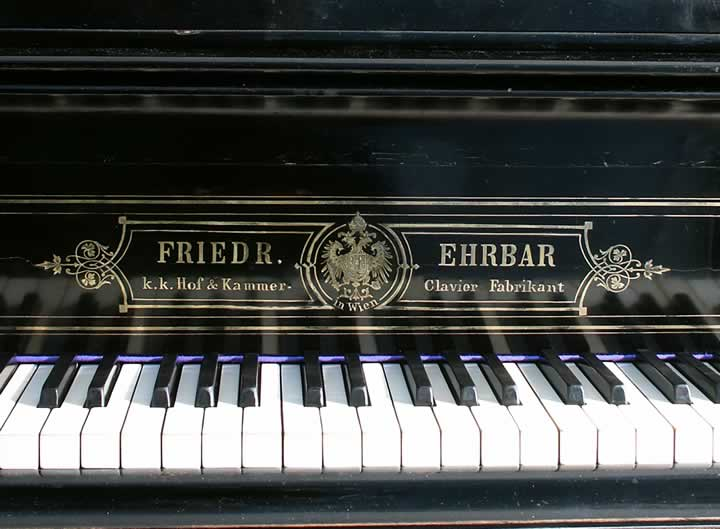
Firmensignatur von Friedrich Ehrbar

Werbung aus dem Jahre 1905

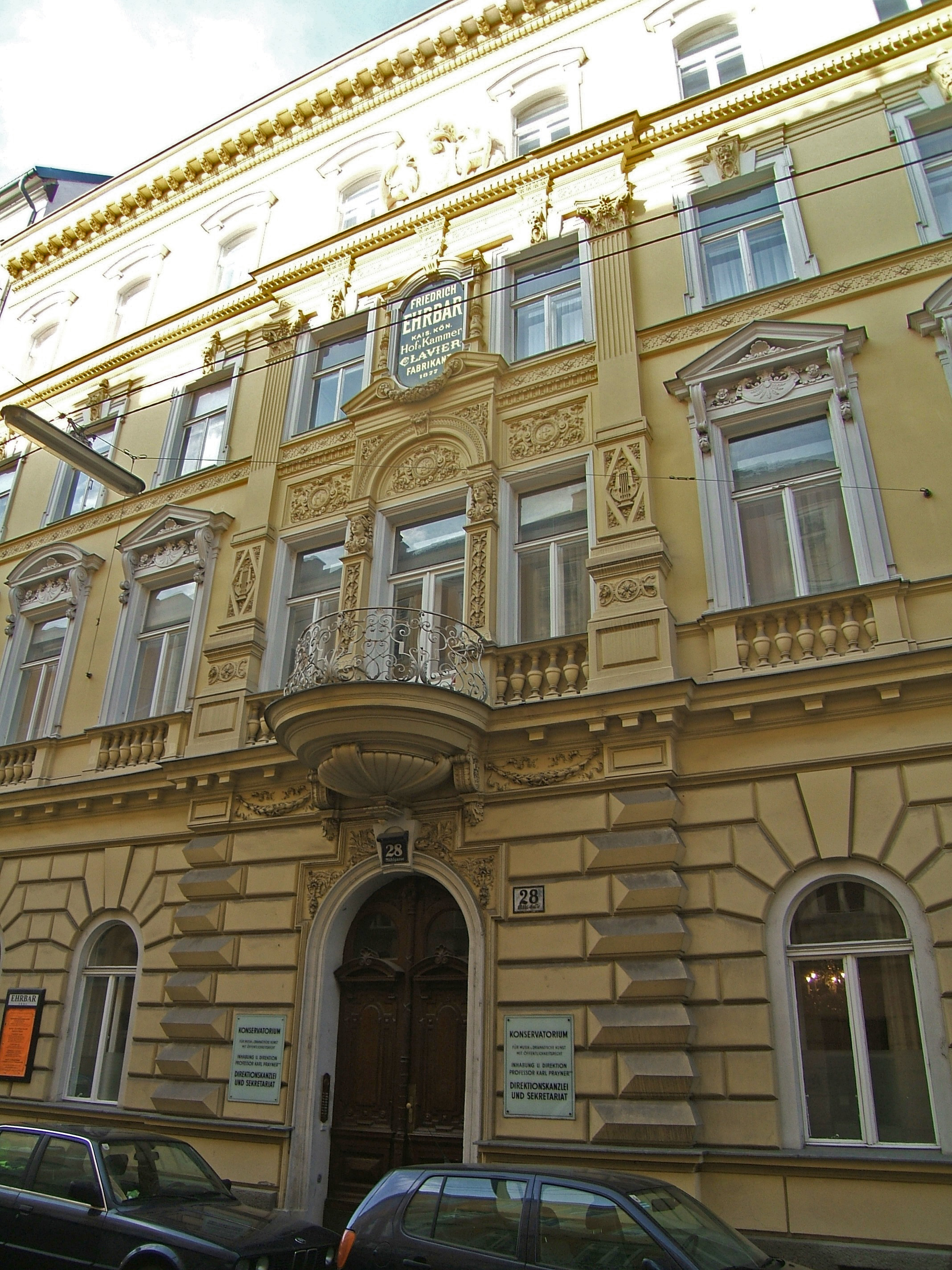
Das Palais Ehrbar wurde 1876/77 an der Wiener Mühlgasse 28 errichtet und beherbergt den Ehrbar-Konzertsaal

Friedrich Ehrbar (* 26. April 1827 in Hildesheim, Deutschland; † 23. Februar 1905 in Hart bei Gloggnitz, Niederösterreich) war ein österreichischer Klavierfabrikant in Wien.

## Biografie
Friedrich Ehrbar wurde bis 1841 im Waisenhaus erzogen und lernte und arbeitete 1841–48 beim Klavier- und Orgelbauer Friederici in Gera. Ab November 1848 arbeitete er in Wien in der Werkstatt des Klavierbauers Eduard Seuffert. Nach dessen Tod im Jahr 1855 heiratete er Seufferts Witwe Rosa und übernahm 1857 das Geschäft. Auf den Industrie-Ausstellungen in München (1854), London (1862) und Paris (1867 und 1878) erhielten seine Instrumente erste Preise. Als erster österreichischer Hersteller verwendete Ehrbar den gusseisernen Vollrahmen für Klaviere und Pianofortes.
Im Jahr 1876 ließ Friedrich Ehrbar in der Mühlgasse 30, im 4. Bezirk in Wien den Ehrbarsaal an der Stelle eines alten, zu klein gewordenen Saales im Palais Ehrbar, einem Gründerzeithaus mit reich verzierter Fassade, errichten. Architekt Julius Schrittwieser orientierte sich am Baustil der italienischen Hochrenaissance. Schnell wurde der akustisch ideale Aufführungsort im Herzen von Wieden zu einem musikalischen Zentrum der Stadt. Um die Jahrhundertwende traten dort die bekanntesten Musiker dieser Zeit auf wie Johannes Brahms, Anton Bruckner, Max Reger, Pietro Mascagni, Ignaz Brüll u. a. Gustav Mahler brachte im Ehrbarsaal Das klagende Lied zur Uraufführung und Arnold Schönberg stellte dort am 14. Januar 1910 den ersten Teil seiner Gurre-Lieder der Öffentlichkeit vor. Nach dem Zweiten Weltkrieg und einer zwischenzeitlichen Umfunktionierung als Tischlerei bzw. Lazarett wurde der rund 500 Personen fassende und in den Originalzustand rückversetzte Ehrbarsaal durch ein Konzert der Wiener Philharmoniker unter Rudolf Moralt wiedereröffnet. Heute wird der Ehrbarsaal vor allem durch Konzerte und Veranstaltungen des Prayner Konservatorium, aber auch häufig durch externe Veranstalter genutzt.
Durch seinen unternehmerischen Erfolg wurde Ehrbar k.k. Hoflieferant. Weiters war er Kammerlieferant des Erzherzogs Otto, Hoflieferant des Sultans der Türkei, des Königs von Griechenland, des Königs von Serbien, des Königs von Portugal usw. 
Beim Bau des k.k. Hof-Operntheaters wurden die Hersteller Streicher, Ludwig Bösendorfer und Ehrbar eingeladen, zwei Flügel herzustellen die den Preis von 480 Gulden pro Stück nicht überschreiten durften. Für diese Leistung wurden Ehrbar und Bösendorfer 1869 der Titel des Kammerlieferanten verliehen, Streicher hatte diesen Titel bereits.
Die Fabriken waren in der Mühlgasse 30 im 4. Bezirk, der Preßgasse 28 und der Laxenburgstraße 39 im 10. Bezirk, ab 1910 in einem größeren und neuerbauten Fabriksgebäude in der Laxenburger Straße 139 mit zwei eigenen Holzlagerplätzen. Neben dem Comptoir und Hauptmagazin an der Mühlgasse 28 im 4. Bezirk gab es in London an der Wigmore Street 28–30 ebenfalls ein Geschäft.

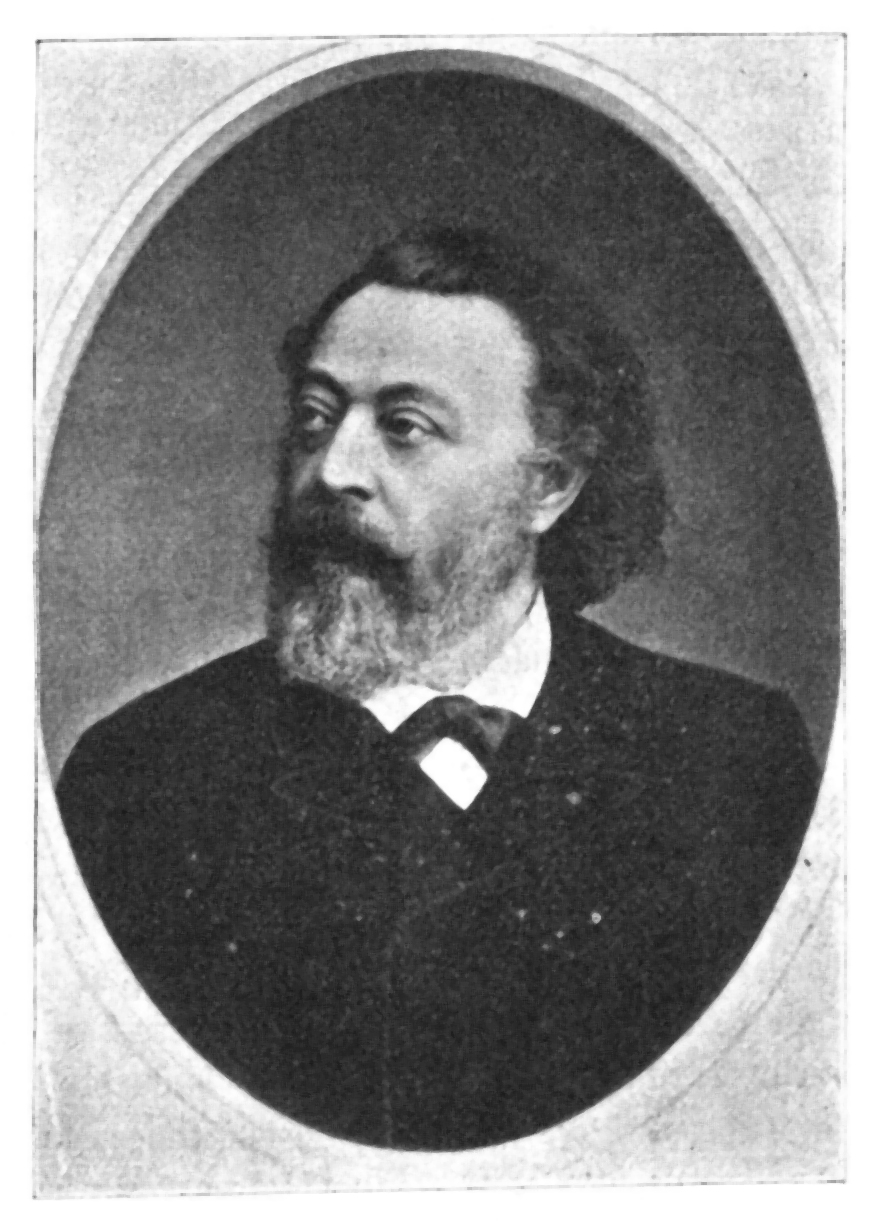
Friedrich Ehrbar um 1900

Im Jahr 1898 übergab Friedrich Ehrbar die Leitung des Betriebes an seinen Sohn Friedrich Benedict Ernst Ehrbar junior.

Sieben Jahre später verstarb Friedrich Ehrbar senior nach längerem Leiden am Vormittag des 23. Februar 1905 im Kreise seiner Familie auf seinem Landsitz in Hart bei Gloggnitz im Alter von 78 Jahren. Er wurde nach evangelischem Ritus zwei Tage danach auf dem neuen Ortsfriedhof von Gloggnitz bis zur Fertigstellung der Familiengruft provisorisch beigesetzt.
Friedrich Benedict Ernst Ehrbar junior (* 4. März 1873 in Wien; † 1. Februar 1921 ebenda) leitete nicht nur die Geschicke der Klavierfabrik Ehrbar, sondern war von 1900 bis zu seinem Tod außerdem Präsident der Wiener Singakademie. 1898 wurde auch er zum k. k. Hof- & Kammer-Clavier-Fabrikanten ernannt.
In geringen Stückzahlen wurde die Produktion der Firma Ehrbar bis in die 1980er Jahre weitergeführt.
Ehrbar setzte als einer der ersten Wiener Klavierbauer eine kontrollierte Anhanglänge bei allen Saiten im hinteren Anhang ein. Friedrich-Ehrbar-Instrumente sind klanglich den besten Flügeln aus der Wiener Schule zuzuordnen.
Die Familiengruft befindet sich auf dem Grinzinger Friedhof (Gruppe MS, Nr. 20).

## Schriften
- Die Musikinstrumente. Wien 1901.

## Auszeichnungen
- 1862: Goldenes Verdienstkreuz mit der Krone
- 1867: Ritter des Franz-Joseph-Ordens
- Ehrenbürger von Enzenreith
- Ehrenmitglied des k.k. militärwissenschaftlichen Kasinovereins sowie zahlreicher musikalischer und humanitärer Korporationen.